# Československá hokejová liga 1992/1993

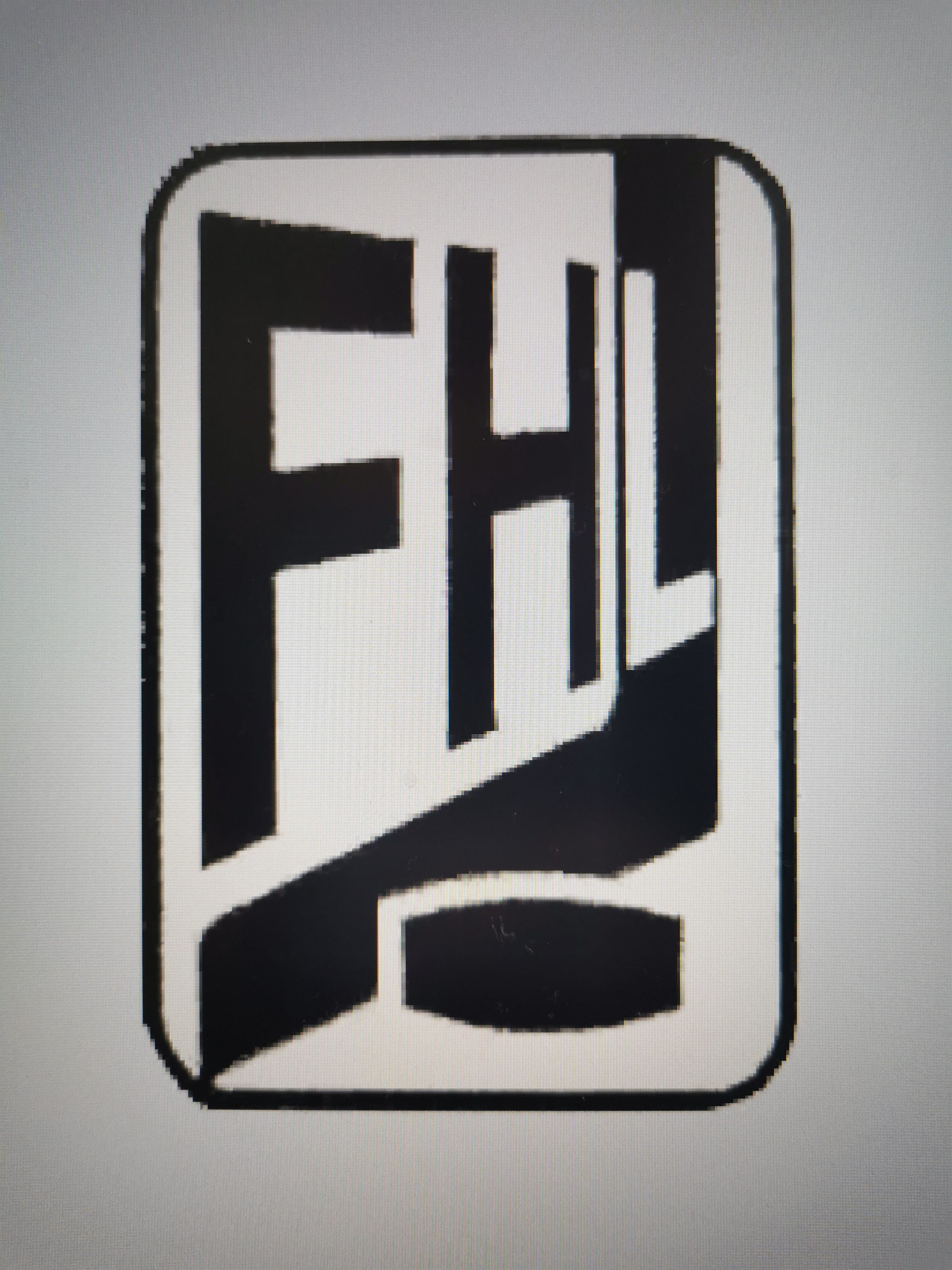
logo FHL

50. ročník 1992/93 se hrál pod názvem Federální hokejová liga.

## Herní systém
14 účastníků hrálo v jedné skupině nejprve dvoukolově systémem každý s každým. Poté se utkala mužstva umístěná po 26. kole na lichých místech s mužstvy umístěnými na sudých místech, opět dvoukolově.
Po takto odehraných 40 kolech se hrálo systémem play-off, kdy mužstva umístěná na 1. - 4. místě postoupila přímo do čtvrtfinále. V osmifinále se utkali soupeři umístění na 5. a 12. místě, na 6. a 11. místě, na 7. a 10. místě a soupeři na 8. a 9. místě. Vítězové postoupili do čtvrtfinále, kde se utkala čtyři přímo postupující mužstva s čtyřmi postoupivšími z osmifinále podle následujícího klíče: mužstvo umístěné po 40. kole na 1. místě hrálo s postoupivším z osmifinále, který byl po 40. kole umístěn nejhůře. Mužstvo na 2. místě hrálo s druhým nejhorším postoupivším osmifinalistou, mužstvo na 3. místě s druhým nejlepším postoupivším osmifinalistou, mužstvo na 4. místě hrálo s nejlépe umístěným postoupivším osmifinalistou. Vítězové postoupili do semifinále, kde se střetli postoupivší čtvrtfinalisté systémem nejlepší s nejhorším a dvě mužstva "prostřední", kritériem bylo opět umístění po 40. kole. Vítězové semifinále postoupili do finále. Všechny tyto série byly hrány na 3 vítězná utkání. Poražení semifinalisté hráli o 3. místo, série se hrála na 2 vítězná utkání.
Mužstva umístěná na 13. a 14. místě dále nehrála.
Liga se dohrávala již po rozdělení Československa. Vzhledem k rozdělení státu a plánovanému vytvoření nejvyšší české hokejové soutěže nikdo nesestupoval. Do prvního ročníku České hokejové extraligy tak postoupilo všech 10 českých účastníků tohoto ročníku I. ligy a semifinalisté I. české národní hokejové ligy HC Stadion Hradec Králové a KLH Vajgar Jindřichův Hradec (finále se v tomto ročníku nehrálo).

## Pořadí po 40 kolech
| Poř. | Tým                     | Zápasy | Výhry | Vp | Remízy | Pp | Porážky | Skóre   | Body |
| ---- | ----------------------- | ------ | ----- | -- | ------ | -- | ------- | ------- | ---- |
| 1    | HC Chemopetrol Litvínov | 40     | 24    | 1  | 3      | 1  | 11      | 168:126 | 53   |
| 2    | HC Sparta Praha         | 40     | 22    | 0  | 9      | 0  | 9       | 150:108 | 53   |
| 3    | HK Dukla Trenčín        | 40     | 21    | 0  | 4      | 1  | 14      | 167:148 | 46   |
| 4    | SSK Vítkovice           | 40     | 20    | 0  | 4      | 0  | 16      | 174:147 | 44   |
| 5    | Motor České Budějovice  | 40     | 16    | 2  | 8      | 1  | 13      | 142:122 | 44   |
| 6    | Poldi Kladno            | 40     | 20    | 1  | 1      | 1  | 17      | 135:142 | 43   |
| 7    | HC Košice               | 40     | 19    | 0  | 3      | 0  | 18      | 137:140 | 41   |
| 8    | AC ZPS Zlín             | 40     | 17    | 0  | 5      | 0  | 18      | 126:120 | 39   |
| 9    | HC Dukla Jihlava        | 40     | 16    | 1  | 4      | 0  | 19      | 137:143 | 38   |
| 10   | HC Olomouc              | 40     | 16    | 0  | 4      | 1  | 19      | 131:150 | 36   |
| 11   | HC Poprad               | 40     | 16    | 0  | 3      | 2  | 19      | 124:149 | 35   |
| 12   | HC Pardubice            | 40     | 11    | 3  | 3      | 0  | 23      | 123:161 | 31   |
| 13   | HC Slovan Bratislava    | 40     | 11    | 1  | 7      | 0  | 21      | 115:145 | 31   |
| 14   | HC Škoda Plzeň          | 40     | 12    | 0  | 2      | 2  | 24      | 125:153 | 26   |

## Play-off

### Osmifinále
- HC Košice - DS Olomouc 5:0 (1:0,1:0,3:0)
- HC Košice - DS Olomouc 4:3 (0:1,2:2,2:0)
- DS Olomouc - HC Košice 3:4 SN (1:0,2:0,0:3,0:0)
- HC Košice postupuje - 3:0 na zápasy

- AC ZPS Zlín - HC Dukla Jihlava 4:1 (3:1,0:0,1:0)
- AC ZPS Zlín - HC Dukla Jihlava 3:2 PP (1:1,0:1,1:0,1:0)
- HC Dukla Jihlava - AC ZPS Zlín 5:3 (1:0,1:1,3:2)
- HC Dukla Jihlava - AC ZPS Zlín 6:1 (2:1,1:0,3:0)
- AC ZPS Zlín - HC Dukla Jihlava 3:2 (1:1,0:1,2:0)
- AC ZPS Zlín postupuje - 3:2 na zápasy

- Poldi Kladno - HC Poprad 6:2 (0:0,2:2,4:0)
- Poldi Kladno - HC Poprad 4:0 (1:0,1:0,2:0)
- HC Poprad - Poldi Kladno 4:3 (0:1,1:1,3:1)
- HC Poprad - Poldi Kladno 5:0 Kontumačně (3:0,2:1,-:-) nedohráno
- Poldi Kladno - HC Poprad 5:0 Kontumačně (nehráno)
- Poldi Kladno postupuje - 3:2 na zápasy

- Motor České Budějovice - HC Pardubice 1:2 (1:1,0:1,0:0)
- Motor České Budějovice - HC Pardubice 3:5 (0:1,3:1,0:3)
- HC Pardubice - Motor České Budějovice 1:0 (0:0,0:0,1:0)
- HC Pardubice postupuje - 3:0 na zápasy

## Vyřazovací boje
|  | Čtvrtfinále             | Čtvrtfinále     |                         |   | Semifinále | Semifinále |  |  | Finále | Finále |
|  |                         |                 |                         |   |            |            |  |  |        |        |
|  |                         |                 |                         |   |            |            |  |  |        |        |
|  | HC Pardubice            | 0               |                         |   |            |            |  |  |        |        |
|  | HC Pardubice            | 0               |                         |   |            |            |  |  |        |        |
|  | HC Chemopetrol Litvínov | 3               |                         |   |            |            |  |  |        |        |
|  | HC Chemopetrol Litvínov | 3               | HC Chemopetrol Litvínov | 2 |            |            |  |  |        |        |
|  |                         |                 | HC Chemopetrol Litvínov | 2 |            |            |  |  |        |        |
|  |                         | SSK Vítkovice   | 3                       |   |            |            |  |  |        |        |
|  | SSK Vítkovice           | SSK Vítkovice   | 3                       | 3 |            |            |  |  |        |        |
|  | SSK Vítkovice           |                 |                         | 3 |            |            |  |  |        |        |
|  | Poldi Kladno            | 2               |                         |   |            |            |  |  |        |        |
|  | Poldi Kladno            | 2               | SSK Vítkovice           | 1 |            |            |  |  |        |        |
|  |                         |                 | SSK Vítkovice           | 1 |            |            |  |  |        |        |
|  |                         | HC Sparta Praha | 3                       |   |            |            |  |  |        |        |
|  | HC Košice               | HC Sparta Praha | 3                       | 0 |            |            |  |  |        |        |
|  | HC Košice               |                 |                         | 0 |            |            |  |  |        |        |
|  | HK Dukla Trenčín        | 3               |                         |   |            |            |  |  |        |        |
|  | HK Dukla Trenčín        | 3               | HK Dukla Trenčín        | 2 |            |            |  |  |        |        |
|  |                         |                 | HK Dukla Trenčín        | 2 |            |            |  |  |        |        |
|  |                         | HC Sparta Praha | 3                       |   |            |            |  |  |        |        |
|  | AC ZPS Zlín             | HC Sparta Praha | 3                       | 1 |            |            |  |  |        |        |
|  | AC ZPS Zlín             |                 |                         | 1 |            |            |  |  |        |        |
|  | HC Sparta Praha         | 3               |                         |   |            |            |  |  |        |        |
|  | HC Sparta Praha         | 3               |                         |   |            |            |  |  |        |        |

### Čtvrtfinále
- HC Chemopetrol Litvínov - HC Pardubice 3:2 PP (0:1,1:1,1:0,1:0)
- HC Chemopetrol Litvínov - HC Pardubice 6:3 (2:1,1:1,3:1)
- HC Pardubice - HC Chemopetrol Litvínov 0:4 (0:3,0:0,0:1)
- HC Chemopetrol Litvínov postupuje - 3:0 na zápasy

- HC Sparta Praha - AC ZPS Zlín 5:0 (1:0,2:0,2:0)
- HC Sparta Praha - AC ZPS Zlín 5:2 (1:0,1:1,3:1)
- AC ZPS Zlín - HC Sparta Praha 3:2 (0:1,1:0,2:1)
- AC ZPS Zlín - HC Sparta Praha 2:4 (1:1,1:3,0:0)
- HC Sparta Praha postupuje - 3:1 na zápasy

- HK Dukla Trenčín - HC Košice 5:1 (0:0,2:1,3:0)
- HK Dukla Trenčín - HC Košice 4:2 (2:1,1:1,1:0)
- HC Košice - HK Dukla Trenčín 2:4 (1:2,1:1,0:1)
- HK Dukla Trenčín postupuje - 3:0 na zápasy

- SSK Vítkovice - Poldi Kladno 2:1 (0:1,0:0,2:0)
- SSK Vítkovice - Poldi Kladno 5:4 (3:2,2:1,0:1)
- Poldi Kladno - SSK Vítkovice 4:2 (1:0,0:1,3:1)
- Poldi Kladno - SSK Vítkovice 3:0 (1:0,0:0,2:0)
- SSK Vítkovice - Poldi Kladno 9:1 (2:1,6:0,1:0)
- SSK Vítkovice postupuje - 3:2 na zápasy

### Semifinále
- HC Chemopetrol Litvínov - SSK Vítkovice 2:6 (1:2,1:1,0:3)
- HC Chemopetrol Litvínov - SSK Vítkovice 2:7 (1:4,0:0,1:3)
- SSK Vítkovice - HC Chemopetrol Litvínov 7:8 PP (1:5,6:2,0:0,0:1)
- SSK Vítkovice - HC Chemopetrol Litvínov 4:5 SN (1:1,1:1,2:2,0:0)
- HC Chemopetrol Litvínov - SSK Vítkovice 2:3 (1:2,1:1,0:0)
- SSK Vítkovice postupuje - 3:2 na zápasy

- HC Sparta Praha - HK Dukla Trenčín 9:3 (2:1,5:1,2:1)
- HC Sparta Praha - HK Dukla Trenčín 4:3 (3:0,1:2,0:1)
- HK Dukla Trenčín - HC Sparta Praha 4:3 (3:0,0:0,1:3)
- HK Dukla Trenčín - HC Sparta Praha 4:1 (1:1,1:0,2:0)
- HC Sparta Praha - HK Dukla Trenčín 7:2 (1:0,3:1,3:1)
- HC Sparta Praha postupuje - 3:2 na zápasy

### Finále
- HC Sparta Praha - SSK Vítkovice 5:3 (2:0,1:2,2:1)
- HC Sparta Praha - SSK Vítkovice 1:2 PP (0:0,1:1,0:0,0:1)
- SSK Vítkovice - HC Sparta Praha 4:5 (1:1,2:3,1:1)
- SSK Vítkovice - HC Sparta Praha 4:5 (1:1,2:1,1:3)
- HC Sparta Praha - mistr československé hokejové ligy 1992/1993 - SSK Vítkovice na zápasy 3:1

### O 3. - 4. místo
- HK Dukla Trenčín - HC Chemopetrol Litvínov 4:3 (1:0,2:1,1:2)
- HC Chemopetrol Litvínov - HK Dukla Trenčín 4:3 (3:1,1:2,0:0)
- HC Chemopetrol Litvínov - HK Dukla Trenčín 3:4 (1:2,1:1,1:1)
- HC Chemopetrol Litvínov - HK Dukla Trenčín na zápasy 1:2

## Nejproduktivnější hráči základní části
| Poř. | Hráč            | Mužstvo                 | Utkání | Branky | Asistence | Body |
| ---- | --------------- | ----------------------- | ------ | ------ | --------- | ---- |
| 1    | Branislav Jánoš | HK Dukla Trenčín        | 40     | 38     | 28        | 66   |
| 2    | Žigmund Pálffy  | HK Dukla Trenčín        | 32     | 28     | 29        | 57   |
| 3    | Roman Horák     | Motor České Budějovice  | 39     | 24     | 33        | 57   |
| 4    | Jan Čaloun      | HC Chemopetrol Litvínov | 36     | 37     | 16        | 53   |
| 5    | Roman Ryšánek   | SSK Vítkovice           | 39     | 28     | 25        | 53   |
| 6    | Miloš Holaň     | SSK Vítkovice           | 39     | 27     | 25        | 52   |
| 7    | Robert Kysela   | HC Chemopetrol Litvínov | 40     | 17     | 33        | 50   |
| 8    | Petr Kaňkovský  | HC Dukla Jihlava        | 40     | 26     | 22        | 48   |
| 9    | David Bruk      | HC Škoda Plzeň          | 40     | 33     | 14        | 47   |
| 10   | Luboš Rob       | Motor České Budějovice  | 37     | 23     | 21        | 44   |

## Nejproduktivnější hráči play-off
| Poř. | Hráč           | Mužstvo                 | Utkání | Branky | Asistence | Body |
| ---- | -------------- | ----------------------- | ------ | ------ | --------- | ---- |
| 1    | Žigmund Pálffy | HK Dukla Trenčín        | 11     | 10     | 12        | 22   |
| 2    | Miloš Holaň    | SSK Vítkovice           | 14     | 8      | 8         | 16   |
| 3    | Pavel Geffert  | HC Sparta Praha         | 13     | 7      | 8         | 15   |
| 4    | Jiří Zelenka   | HC Sparta Praha         | 13     | 8      | 6         | 14   |
| 5    | Jan Čaloun     | HC Chemopetrol Litvínov | 11     | 7      | 7         | 14   |
| 6    | Martin Smeták  | SSK Vítkovice           | 14     | 5      | 9         | 14   |
| 7    | Luboš Pázler   | HC Sparta Praha         | 13     | 7      | 6         | 13   |
| 8    | Roman Ryšánek  | SSK Vítkovice           | 14     | 6      | 7         | 13   |
| 9    | Lumír Kotala   | SSK Vítkovice           | 14     | 5      | 8         | 13   |
| 10   | Milan Kastner  | HC Sparta Praha         | 11     | 2      | 11        | 13   |
| 13   | Petr Hrbek     | HC Sparta Praha         | 13     | 10     | 1         | 11   |

## Rozhodčí

### Hlavní
- Petr Bolina
- Oldřich Brada
- Ján Čaprnka
- Anton Danko
- Tomáš Fietko
- Ivo Haber
- Ivo Kuba
- Jiří Lípa
- Tomáš Machač
- František Rejthar
- Dušan Skačáni
- Ivan Šutka
- Jozef Vrábel
- Ladislav Vokurka

### Čároví
- Stanislav Barvíř –  Petr Stehlík
- Petr Bolina (1 zápas)
- Miloš Benek -  Branislav Šulla
- Ivan Beneš -  Miloš Grúň
- Dalibor Beniač -  Rudolf Lauff
- Milan Kolísek –  Václav Český
- Jaromír Brázdil -  Pavel Halas
- Jaromír Brunclík –  Ladislav Rouspetr
- Luboš Jakubec -  Jaroslav Marušin
- Boris Janíček -  Vladimír Mihálik
- Radovan Křivský  –  Michal Unzeitig
- Libor Šembera-  Zdeněk Novák
- Alexandr Fedoročko –  Jan Padevět
- Josef Furmánek -  Miroslav Lipina
- Vilém Cambal (1 utkání)
- Ondřej Fraňo –  Pavel Sirotek

## Zajímavosti
- Nejlepší střelec ročníku: Jan Čaloun - 44 gólů